# 貝氏狼鯷
貝氏狼鯷（学名：Lycengraulis batesii）為輻鰭魚綱鲱形目鳀科的其中一種，分布於南美洲奧里諾科河及亞馬遜河流域，本魚體細長，吻部約3/4眼徑，上顎適中，約到達前鰓蓋邊緣，體側具有銀色條紋，臀鰭軟條26-30枚，體長可達30公分，棲息河川中下游，會進行洄游，屬肉食性，以小魚及甲殼類為食，可做為食用魚。

## 擴展閱讀
維基物種上的相關：貝氏狼鯷